# Beleg van Bergen op Zoom (1814)
Het Beleg van Bergen op Zoom in 1814 was een kortstondige belegering van het het Franse garnizoen van Bergen op Zoom door Britse troepen, culminerend in de bestorming van de stad in de nacht van 8 op 9 maart. De Britse troepen leden grote verliezen en de aanval werd afgeslagen.

## Achtergrond
In november 1813 waren Russische troepen onder leiding van Generaal von Benckendorff Nederland binnengevallen. De aanwezige Franse troepen trokken zich daarop haastig terug in forten en vestingen. In de daaropvolgende weken kwamen ook Pruisische en Britse troepen in Nederland, en werd een Nederlands veldleger geformeerd uit vrijwilligers. In maart 1814 was het grootste deel van Nederland bevrijd, en waren de overgebleven Franse troepen geconcentreerd in enkele steden, zoals Delfzijl, Naarden, Gorinchem en Bergen op Zoom.

## Verloop
Bergen op Zoom werd door kozakken en de lokale bevolking ingesloten. Dit werd overgenomen door Pruisische troepen, die vervolgens door Britse troepen werden afgelost. De bezetting werd vanuit Antwerpen in de eerste maanden van 1814 versterkt. Op 5 maart werden bij een wapenschouw 2.555 man geteld, bestaande uit:
- 4 bataljons infanterie,
- 6 compagnieën veteranen,
- 2 compagnieën artillerie (129 man),
- 1 compagnie mineurs (42 man),
- een detachement matrozen (400 man).

Samen met diverse andere troepen en Douanes die in de vesting hun heil hadden gezocht kwam het totaal uit op ongeveer 2.700 man, hoewel dit getal ook hoger kan liggen. De commandant van de vesting was niet gerust op een goede afloop van de belegering, en overwoog om de vesting op te geven. Echter, nadat de aanval werd ingezet werd alles op alles gezet de vesting alsnog te behouden.

### Britse aanvalsplan
Toen het bericht kwam dat de Fransen de stad Reims hadden heroverd (begin maart 1814), werd besloten door de Britse staf dat ze een aanval op Bergen op Zoom zouden doen. Het plan was om de stad gelijktijdig van vier kanten aan te vallen: 
- de 1e colonne, bestaande uit de Guards-brigade (1.000 man), richtte haar aanval op de Antwerpsche Poort en de Waterpoort;
- de 2e colonne (33rd, 55th en 69th Foot, samen 1.200 man) zou het front van de zoom aanvallen;
- de 3e colonne (21st, 87th en 91th Foot, samen 650 man) zou een schijnaanval tegen de Steenbergsche Poort uitvoeren, maar deze doorzetten als ze konden;
- de 4e colonne (2 compagnieën van the Royal Scots, 2 compagnieën van het 21st, 44th en 37th Foot, samen 1.100 man) zou de haven veroveren.

Elke colonne zou een aantal stormladders meenemen om de wallen te beklimmen. Bij elke colonne zouden zich gidsen bevinden, bestaande uit inwoners van de stad die hun diensten aan de Britten hadden aangeboden, om de troepen naar de juiste plaatsen te leiden. De aanval zou om 11 uur 's avonds beginnen. Zodra de 1e en 4e colonne elkaar zouden ontmoeten, zouden ze gezamenlijk de wallen zuiveren van Franse verdedigers en waar mogelijk de troepen in de stad te hulp komen. Van tevoren bestond er echter al twijfel of het aantal aanvallers wel genoeg zou zijn, en of er niet beter eerst contact gemaakt zou kunnen worden met de Pruisen onder Bülow (20.000 man) of het Nederlandse corps van Perponcher (6 bataljons).

### Aanval
De 3e colonne opende om kwart voor 10 de aanval -een half uur eerder dan gepland. De aanval verliep echter zo voorspoedig, dat ze werd doorgezet. Toen de overige colonnes het kanonvuur hoorden zetten ook zij de aanval in. De Franse troepen, gealarmeerd door de aanval op de Steenbergsche Poort, haastten zich naar hun posten. Ze verweerden zich hevig, wat tot grote verliezen aan Britse kant leidde. Onderwijl trokken gendarmes door de stad, die de gealarmeerde bewoners dwongen in hun huizen te blijven.
De Britten wisten aanvankelijk de vesting binnen te komen. Echter werden ze na harde gevechten met grote verliezen teruggedreven. Van de geplande vereniging van de 1e en 4e colonne kwam niets terecht. Veel generaals en hoofdofficieren sneuvelden. De Britse troepen werden ingesloten en waren uiteindelijk genoodzaakt zich over te geven. De gevechten hadden de hele nacht geduurd tot ongeveer 11:00 uur in de ochtend. Van de aanvalsmacht hadden uiteindelijk zo'n 3.000 man de vesting weten binnen te dringen; van hen waren er 900 gesneuveld, 2.077 werden er gevangen genomen. Aan Franse kant waren er ongeveer 500 gesneuvelden te betreuren.

## Nasleep
De Nederlandse gidsen werden, ondanks het mislukken van de aanval, bedankt voor hun inzet en ontvingen een beloning. Uiteindelijk zou de Franse bezetting in mei alsnog Bergen op Zoom verlaten.
Möckern · Lützen · Bautzen · Großbeeren · Katzbach · Dresden · Kulm · Dennewitz · Göhrde · Leipzig · Hanau · Sehested · Delfzijl · Naarden · Woerden · Arnhem · Breda · Hoogstraten · Maastricht · Brienne · La Rothière · Mincio · Zesdaagse Veldtocht: Champaubert, Montmirail, Château-Thierry & Vauchamps  · Mormans · Montereau · Bar-sur-Aube · Craonne · Laon · Reims · Arcis-sur-Aube · La Fère-Champenoise · Saint-Dizier · Montmartre · Slag om Parijs